# 姆特

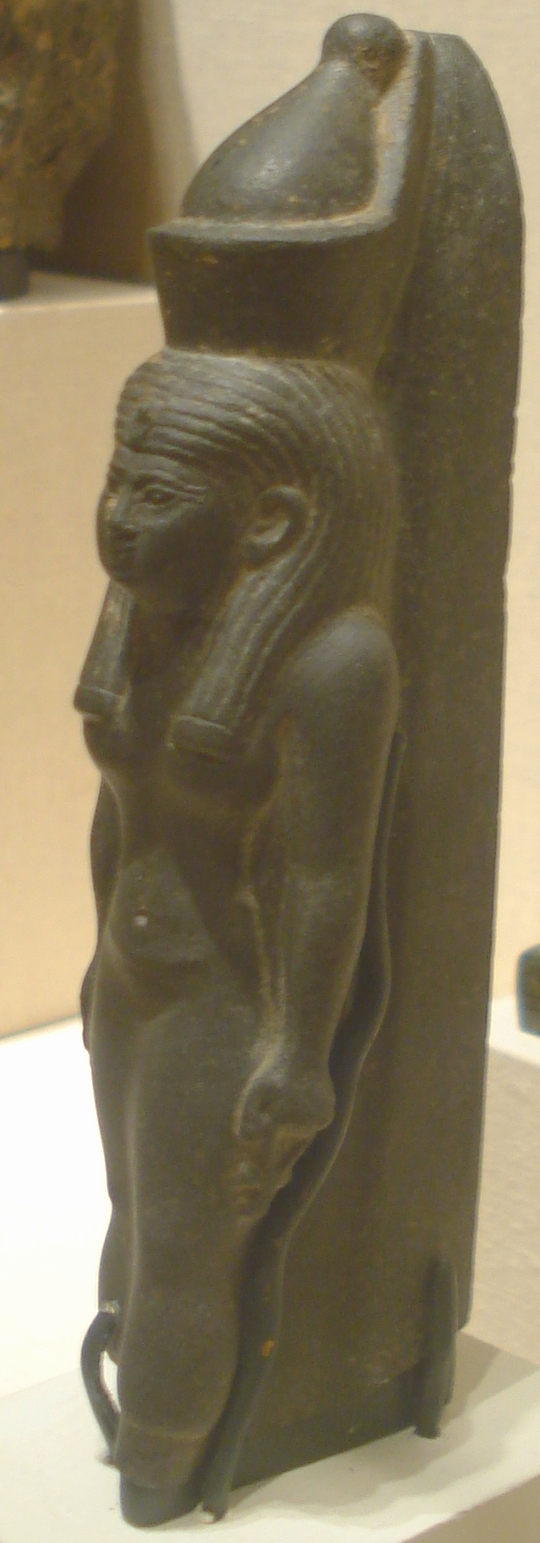
姆特女神雕

姆特（Mut）是埃及神话中的女神，阿蒙神的妻子，与阿蒙神生有儿子孔斯，此三神即底比斯三柱神。其埃及象形文字意指“秃鹰”，同时也指“母亲”。
姆特最初只是底比斯的一个地方神祇，后来才和阿蒙神联系起来，成为阿蒙神的妻子。
姆特的父亲阿蒙拉神，是阿蒙神与太阳神拉的结合，亦即太阳神阿蒙。进入埃及新王国时期后，阿蒙成为了埃及主神，即“埃及之主”，作为其妻子的姆特自然也就获得了“埃及女主人”的称号。同时，作为太阳神，阿蒙也是“天空之主”，故姆特也就成为了“天空的女主人”。